# Taisto Tähkämaa
Taisto Toivo Johannes Tähkämaa, till år 1935 Blomqvist, född 11 december 1924 i Pargas, är en finländsk centerpartistisk politiker. Han var Finlands försvarsminister 1977–1979 i regeringen Sorsa II och Finlands jord- och skogsbruksminister 1979–1983 i regeringarna Koivisto II och Sorsa III. Tähkämaa var Centerpartiets vice ordförande 1980–1984.
Tähkämaa var ledamot av Finlands riksdag från Åbo södra valkrets 1970–1991 och elektor i 1962, 1968, 1978 och 1982 års presidentval. År 1991 förlänades han hederstiteln lantbruksråd.